# 33010 Енрікопроспері
33010 Енрікопроспері (33010 Enricoprosperi) — астероїд головного поясу, відкритий 11 березня 1997 року.
Тіссеранів параметр щодо Юпітера — 3,537.